# La Gallinera (Font-romeu)
La Gallinera és una muntanya de 2.126,5 metres d'altitud situada al sud-est del Massís del Carlit, en el terme comunal de Font-romeu, Odelló i Vià, de la comarca de l'Alta Cerdanya, a la Catalunya del Nord. Està situada a la zona nord-oest del terme de Font-romeu, Odelló i Vià; és un cim secundari del Roc de la Calma, situat al seu sud-est. És un punt on es concentren diverses pistes d'esquí i remuntadors de l'Estació d'esquí de Font-romeu.
És un lloc molt reconegut i visitat per tota mena de practicants dels esports de muntanya i d'hivern, perquè és un dels nuclis de concentració de pistes d'esquí del terme, així com lloc de pas de moltes rutes excursionistes a peu o amb raquetes de neu. A més, hi puja una pista de muntanya des de les Airelles i el Coll del Pam.